# ميجات إسكندر شاه
ميجات إسكندر شاه ابن رجا بارامسوارا (- 1424) هو ثاني سلاطين ملقا وابن مؤسس سلطنة ملقا بارامسوارا. وهو شخصية مخلتف عليها تاريخيًا، حيث يرى بعض المؤرخين أنه هو نفسه بارامسوارا والذي اعتنق الإسلام وغيّر اسمه لـ إسكندر شاه، بينما يرى البعض أنه ابن إسكندر شاه وليس هو شخصيًا. حسب السجلات التاريخية فقد حافظ على علاقة جيدة مع سلالة مينغ الصينية الحاكمة، وفقًا للمصادر البرتغالية أنه انتقل إلى ملقا بدلا من سنغافورة لأسباب تتتعلق بالتجارة.